# Bruce Tulgan
Bruce Tulgan (1967) é um consultor de líderes empresariais e fundador da empresa RainmakerThinking, Inc.
Autor do livro "Não tenha medo de ser chefe", ed. Sextante.